# 11Y busz (Salgótarján)
A salgótarjáni 11Y busz Somoskőújfalu, országhatár és a Hősök úti forduló között közlekedik, egy irányban, a Hősök útja felé. Menetidő 35 perc. A vonalon főleg csuklós buszok közlekednek.

## Története
A járatot a 2012.július 1-i menetrendváltással, 113-as járatszámmal vezették be, bizonyos 36-os járatok átalakításával, hogy csúcsidőben javítsák a belváros és Somoskőújfalu kapcsolatát, és csökkentsék a 11B busz csúcsidei zsúfoltságát. A járat a 2016.július 2-i menetrendváltással csak egy irányba, Somoskőújfalu felől a Hősök útja felé közlekedik.
2017.szeptember 2-a óta 11Y járatszámmal közlekedik.

## Útvonala
| Hősök úti forduló felé:                                                                                         |
| --- |
| Somoskőújfalu, országhatár – Somosi út – Füleki út – Rákóczi út – Budapesti út – Hősök útja – Hősök úti forduló |

## Megállóhelyek
| 11Y (Somoskőújfalu → Hősök úti forduló) |                                                      | | |
| Perc (↓)                                | Megállóhely                                          | Megállóhelyet érintő járatok | Fontosabb létesítmények                                                                                   |
| 0                                       | Somoskőújfalu, országhatár                           | | |
| 1                                       | Somoskőújfalu, Somosi út                             | 11, 11B, 19 | |
| 2                                       | Somoskőújfalu, községháza                            | 11, 11A, 11B, 19 | |
| 4                                       | Somoskőújfalu, vasútállomás                          | 11, 11A, 11B, 19 | |
| 5                                       | Somoskőújfalu, Somosi út 22.                         | 11, 11A, 11B, 19 | |
| 7                                       | Somoskőújfalu, 94. sz őrház                          | 11, 11A, 11B, 19 | |
| 9                                       | Strandfürdő                                          | 11, 11A, 11B, 19 | |
| 10                                      | Beszterce-lakótelep                                  | 6, 11, 11A, 11B, 19, 36, 61, 63, 63S | |
| 11                                      | Béke telep                                           | 6, 11, 11A, 11B, 19, 36, 61, 63, 63S | |
| 12                                      | Élelmiszerbolt                                       | 6, 11, 11A, 11B, 19, 36, 61, 63, 63S | |
| 14                                      | Rendelőintézet                                       | 6, 7, 7A, 7B, 11, 11A, 11B, 19, 27A, 36, 61, 63, 63S                                                                                       | Rendelőintézet                                                                                            |
| 16                                      | Kórház                                               | 6, 7, 7A, 7B, 11, 11A, 11B, 19, 27A, 36, 61, 63, 63S                                                                                       | Szent Lázár Megyei Kórház                                                                                 |
| 18                                      | Füleki úti Körforgalom                               | 1, 1U, 6, 7, 7A, 7B, 11, 11A, 11B, 13, 14, 19, 27A, 36, 46, 63, 63S 1347, 1349, 1352, 3015, 3022, 3024, 3030, 3034                         | |
| 20                                      | Főtér                                                | 1, 1U, 6, 7, 7A, 7B, 11, 11A, 11B, 13, 14, 19, 27A, 36, 46, 63, 63S                                                                        | Salgótarján József Attila Művelődési és Konferencia Központ, Karancs Szálló, dr. Förster Kálmán Emlékpark |
| 22                                      | Megyeháza                                            | 1, 1U, 3C, 4, 5, 6, 7, 7A, 7B, 7C, 8, 9, 11, 11A, 11B, 13, 14, 19, 27A, 36, 46, 58, 63, 63S 1305, 3044, 3045, 3055, 3058, 3075, 3080, 3081 | Megyeháza                                                                                                 |
| 24                                      | Tűzhelygyár                                          | 1, 1U, 2A, 2T, 3C, 5, 6, 7, 7A, 7B, 7C, 8, 11, 11A, 11B, 13, 14, 19, 27A, 36, 46, 58, 63, 63S 3045, 1305, 3055, 3058, 3075, 3080, 3081     | Tűzhelygyár, Stromfeld Aurél Gépipari és Építőipari Szakközépiskola                                       |
| 25                                      | Tűzhelygyár alsó                                     | 1, 1U, 2A, 2T, 3C, 5, 6, 7, 7A, 7B, 7C, 8, 11, 11A, 11B, 13, 14, 19, 27A, 36, 46, 58, 63, 63S                                              | Tűzhelygyár                                                                                               |
| 26                                      | Külső Pályaudvar, bejárati út Helyi autóbusz-állomás | 1, 1U, 2A, 2T, 3, 3C, 4, 5, 6, 7, 7A, 7B, 7C, 8, 9, 11, 11A, 11B, 13, 14, 19, 27A, 36, 46, 58, 63, 63S                                     | Salgótarján-külső Helyi autóbusz-állomás                                                                  |
| 28                                      | Volán telep                                          | 3, 4A, 9, 13, 19, 36, 63, 63S 1305, 3045, 3055, 3058, 3075, 3080, 3081                                                                     | Volánbusz - Salgótarjáni Területi Igazgatóság                                                             |
| 29                                      | Tesco áruház                                         | 3, 4A, 9, 13, 19, 36, 63S 1305, 3045, 3055, 3058, 3075, 3080, 3081                                                                         | Tesco |
| 32                                      | Arany János Általános Iskola                         | 3, 3C, 4A, 36, 63, 63S | Salgótarjáni Arany János Általános Iskola                                                                 |
| 33                                      | Déryné út                                            | 3, 3C, 4A, 36, 63, 63S | |
| 34                                      | Hősök út, Frigovill                                  | 3, 3C, 4A, 36, 63, 63S | |
| 35                                      | Hősök úti forduló                                    | 3, 3C, 4A, 36, 63, 63S | |

## Közlekedés
A járatok csak munkanap közlekednek, napi kétszer 6:45-kor és 15:00-kor, csak a Hősök úti forduló felé.

## Külső hivatkozások
- Valós idejű utastájékoztatás Archiválva 2018. augusztus 21-i dátummal a Wayback Machine-ben